# Sur la piste du crime
Sur la piste du crime (The F.B.I.) est une série télévisée américaine en 240 épisodes de 52 minutes, créée par Quinn Martin d'après les archives du FBI et diffusée entre le 19 septembre 1965 et le 8 septembre 1974 sur le réseau ABC.
En France, la série a été diffusée (une sélection de 13 épisodes) à partir du 14 avril 1968 sur la deuxième chaîne de l'ORTF. Elle a ensuite été rediffusée en 1976 sur Antenne 2.

## Synopsis
Cette série met en scène les enquêtes, à travers les États-Unis, de Lewis Erskine, un agent du FBI.

## Distribution
- Efrem Zimbalist Jr. (VF : Jacques Thébault) : Lewis (Louis en VF) Erskine
- Philip Abbott (VF : Jacques Deschamps) : Arthur Ward
- William Reynolds : Tom Colby (1966-1971)
- Stephen Brooks (en) (VF : Jacques Bernard) : Jim Rhodes (1965-1966)
- Dean Harens : Bryan Durant (1965-1970)
- Anthony Eisley (en) (VF : Jacques Torrens) : Chet Randolph (1966-1974)
- Lew Brown : Allen Bennett (1965-1969)

## Épisodes
Saison 1 (1965-1966)
1. Le monstre (The Monster)
2. titre français inconnus (Image in a Cracked Mirror)
3. Chasse à l’homme (Image in a Cracked Mirror)
4. titre français inconnus (Slow March Up a Steep Hill)
5. titre français inconnus (The Insolents )
6. titre français inconnus (To Free My Enemy)
7. titre français inconnus (The Problem of the Honorable Wife)
8. titre français inconnus (Courage of a Conviction)
9. titre français inconnus (The Exiles)
10. Le mythomane (The Giant Killer)
11. L’arsenal (All the Streets Are Silent)
12. titre français inconnus (An Elephant Is Like a Rope)
13. Sabotage (How to Murder an Iron Horse)
14. titre français inconnus (Pound of Flesh)
15. titre français inconnus (The Hijackers)
16. titre français inconnus (The Forests of the Night)
17. Le caméléon (The Chameleon)
18. L’homme à abattre (The Sacrifice)
19. titre français inconnus (Special Delivery)
20. titre français inconnus (Quantico)
21. Maître-espion (The Spy Master)
22. titre français inconnus (The Baby Sitter)
23. Vol sans escale (Flight to Harbin)
24. La fosse au tueur (The Man Who Went Mad by Mistake)
25. La vengeance (The Divided Man)
26. Le transfuge (1/2) (The Defector (1/2))
27. Le transfuge (2/2) (The Defector (2/2))
28. Le rapt (The Tormentors)
29. Le fauve (The Animal)
30. Les pilleurs (The Plunderers)
31. Subversion (The Bomb That Walked Like a Man)

## Commentaires
Dans les années 1960, alors que sa réputation était ternie par un certain nombre d'affaires, le FBI décida d'ouvrir ses archives au producteur Quinn Martin et lui laissa carte blanche pour mettre en scène ces enquêtes.
Cette série connut d'ailleurs un immense succès lors de sa diffusion. Elle reste le show ayant le plus d'épisodes du producteur Quinn Martin.